# Пептид
Пептидите (от гръцки: πεπτός – „разграден“) са дехидратационни полимери от аминокиселини, като всяка от тях е свързана със съседните си чрез пептидна връзка.
Когато много аминокиселини се свържат с пептидна връзка, структурата се нарича полипептид и обикновено има формата на полипептидна верига. Всяка пептидна връзка се осъществява между въглеродния атом от карбоксилната група на една аминокиселина и азотния атом от аминогрупата на съседната ѝ. Винаги започва с аминогрупа и завършва с карбоксилна група. Полипептидната верига може да бъде права или неразклонена. Пептидите попадат в обширните химични класове на биологическите олигомери и полимери. В един пептид или полипептид свободната алфа-аминогрупа от едната страна се нарича амино-края или N-крайна АК, а остатъка с другата страна на свободната алфа-карбоксилна група е C-крайна АК.
Полипептидите имат молекулна маса, по-малка от молекулната маса на белтъците. Полипептиди са някои антибиотици, хормони, токсини.
Пептидите се различава от протеините по своя размер и обикновено съдържат 50 или по-малко аминокиселини.
През 1900 г. германският органичен химик Емил Фишер предполага, че пептидите са съставени от верига от аминокиселини чрез определени връзки, а вече през 1902 г. той получава категорични доказателства за съществуването на пептидната връзка. Към 1905 г. той разработва общ метод, чрез който става възможно синтезирането на пептиди в лабораторни условия.